# Janusz Cedro
Janusz Cedro (ur. 12 lipca 1958 w Kielcach) – polski muzyk, kompozytor, aranżer, reżyser, manager i  producent muzyczny.
Znany jest szerszej publiczności przede wszystkim jako wokalista, manager i konferansjer grupy Spirituals Singers Band oraz z występów w projekcie Janusz Cedro Live In Concert, przekształconego później w formację Janusz Cedro and The Band, a od 2016 roku, po powrocie na scenę, z projektów Janusz Cedro - Solo, Janusz Cedro & Jan Młynarczyk, oraz Janusz Cedro & Friends.

## Życiorys
Urodził się w Kielcach. Jest absolwentem V Liceum Ogólnokształcącego w Kielcach (klasa z poszerzonym programem języka angielskiego prowadzone przez prof. Tomira Nosala). Od roku 1977 związany z Wrocławiem. W latach 1977–1981 studiował, a od 1983 absolwent Akademii Wychowania Fizycznego na Wydziale Turystyki i Rekreacji.

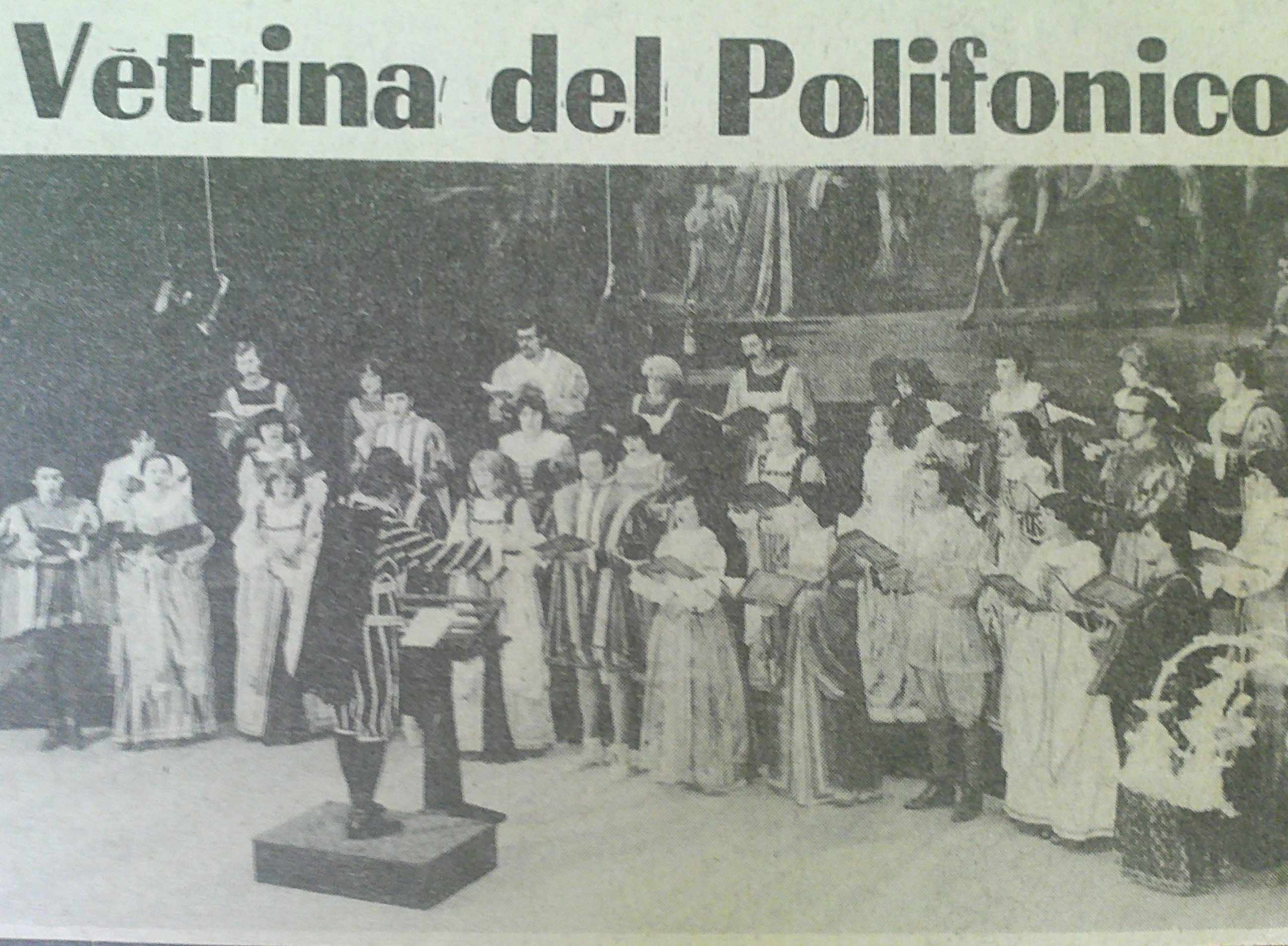
Występ Chóru Politechniki Wrocławskiej „Madrygaliści Wrocławscy" podczas Festiwalu w Arezzo we Włoszech (pierwszy od lewej Janusz Cedro)

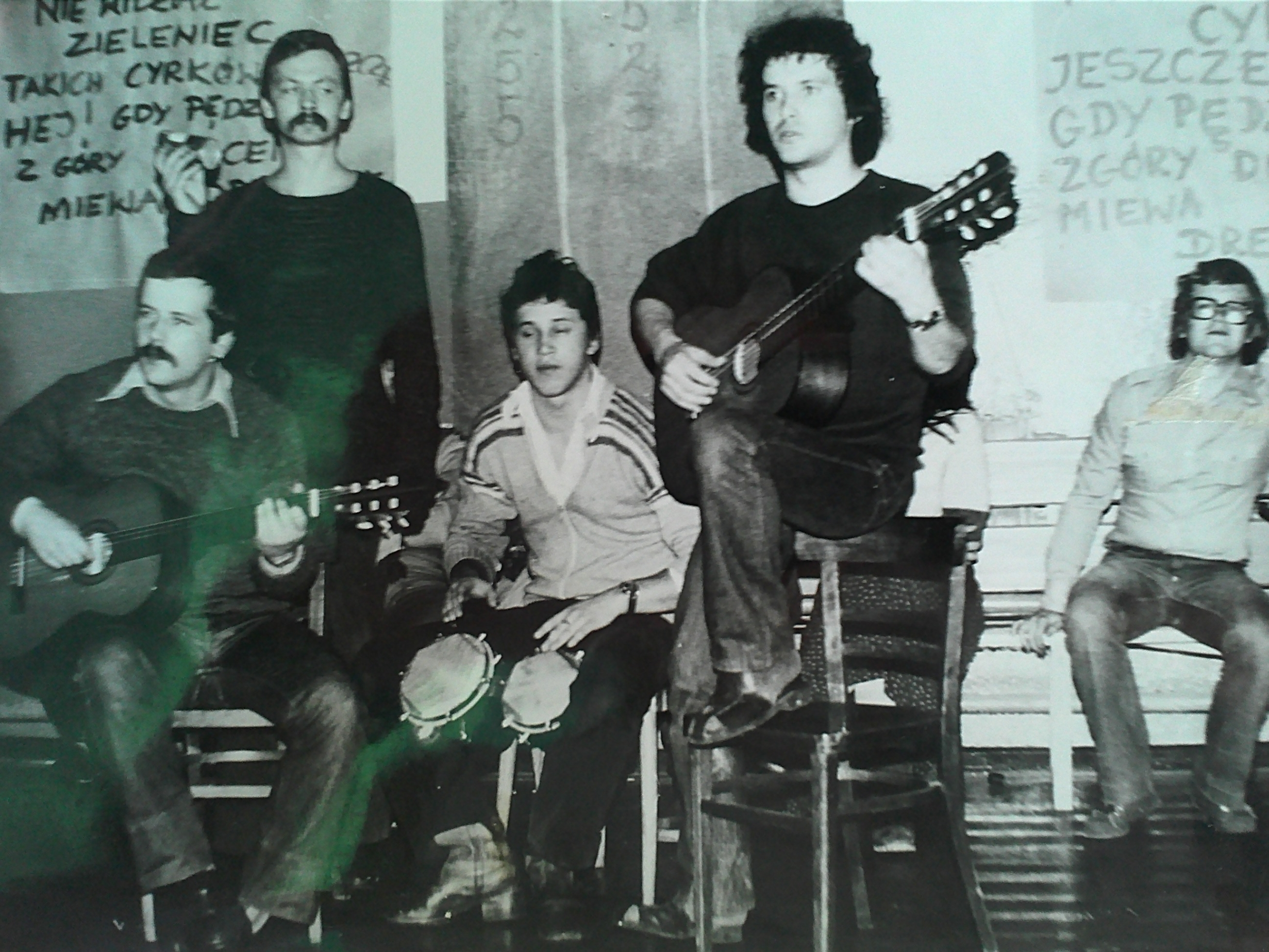
Występ zespołu poezji śpiewanej Ponad Nami

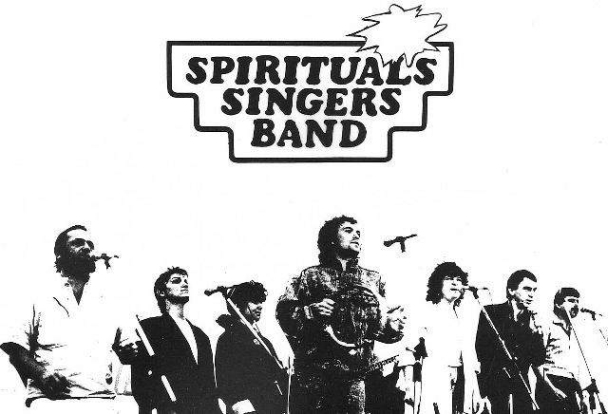
Zdjęcie promocyjne Spirituals Singers Band

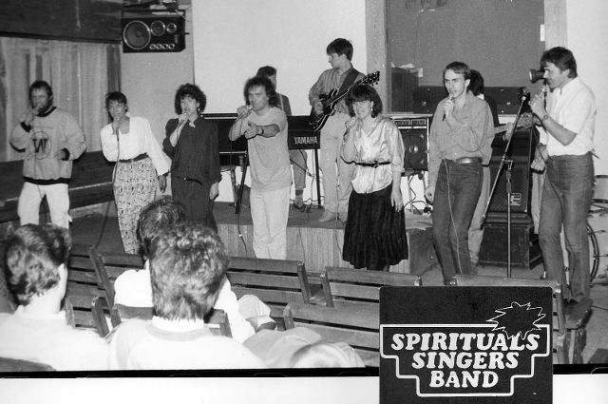
Zdjęcie promocyjne z występu Spirituals Singers Band

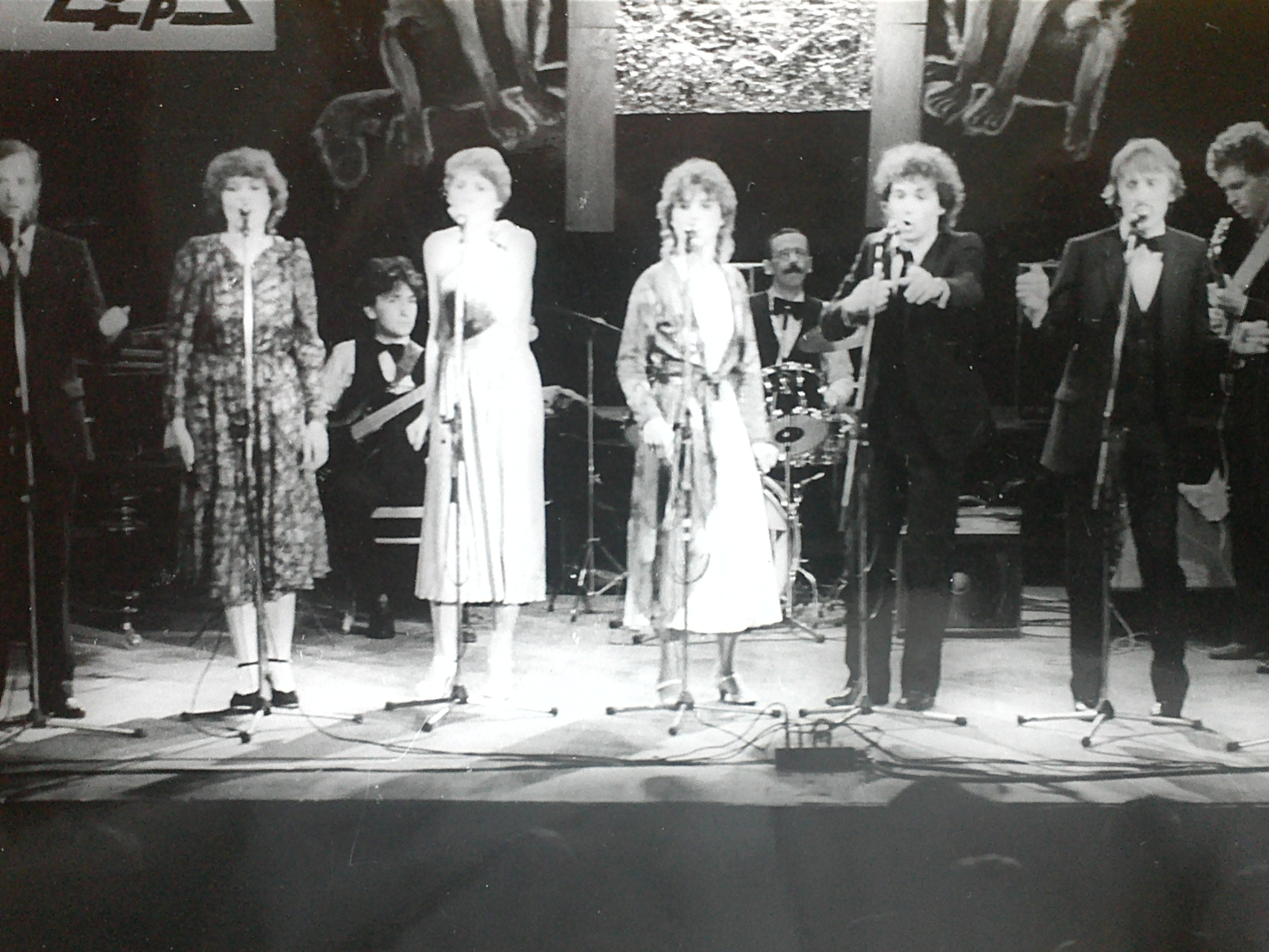
Zdjęcie z występu Spirituals Singers Band

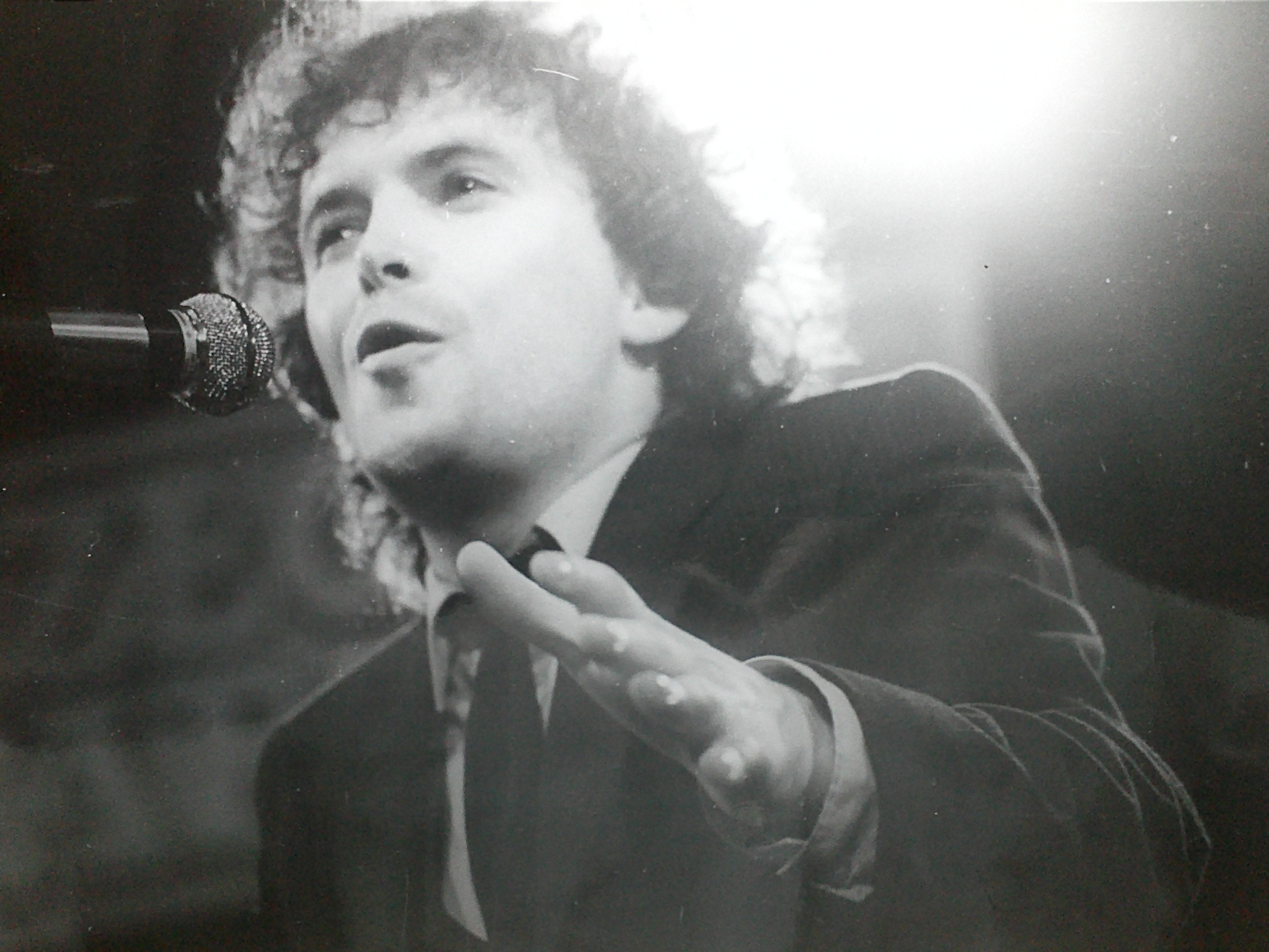
Janusz Cedro podczas koncertu Spirituals Singers Band

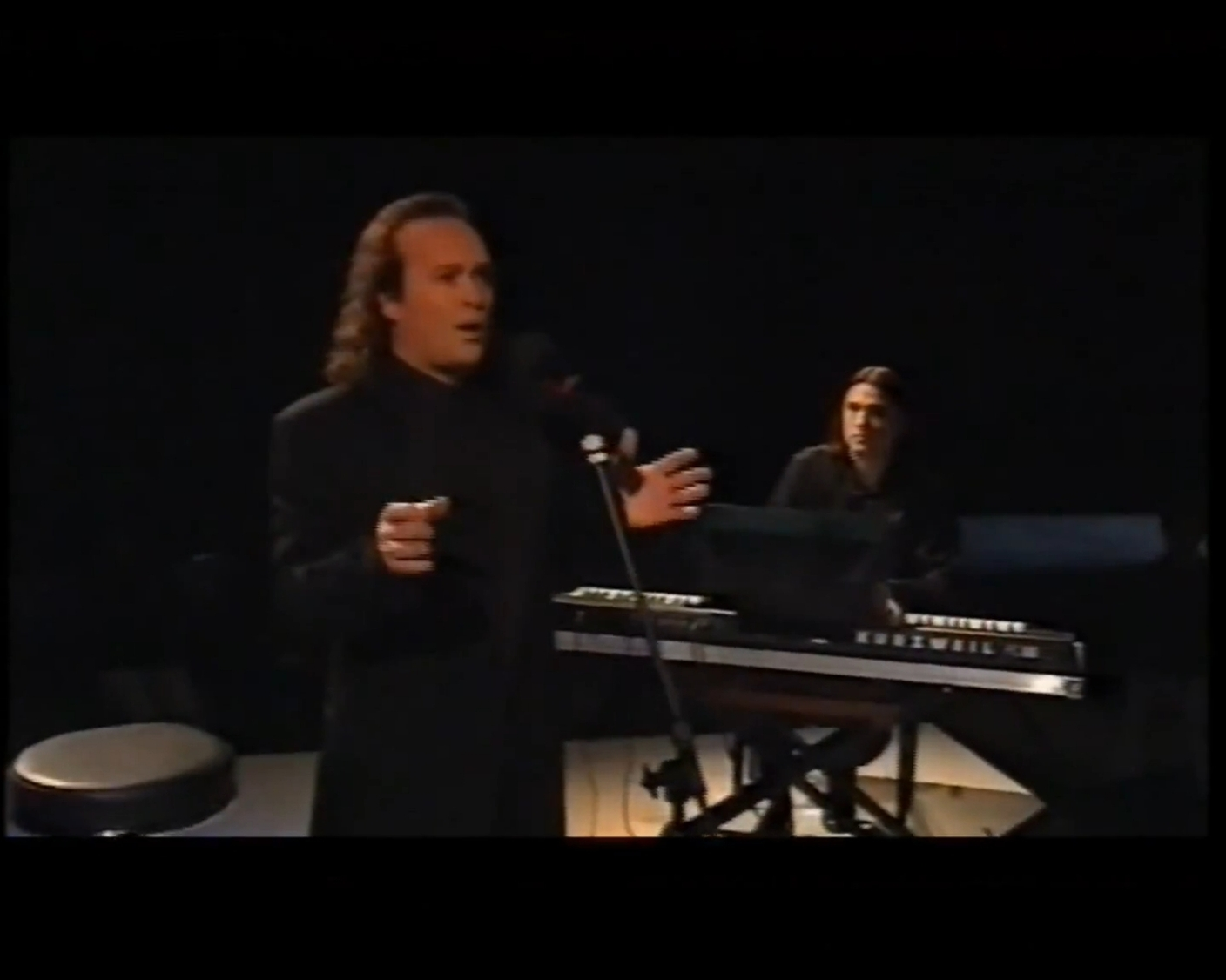
Występ z programem "Janusz Cedro live in concert"

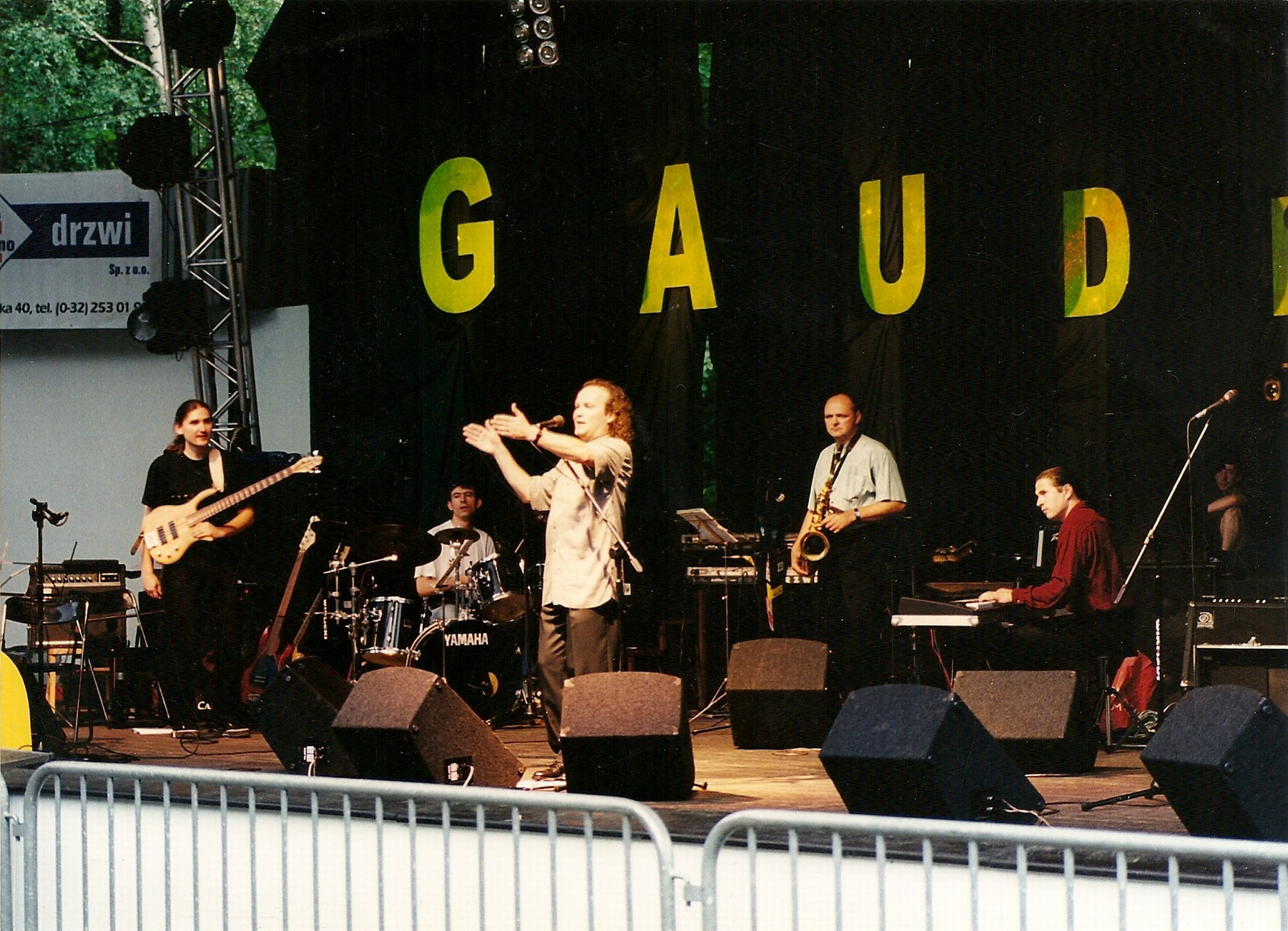
Janusz Cedro wraz z zespołem na festiwalu "Gaude Fest"

## Chóralistyka
Karierę rozpoczął w latach 1977–1978, śpiewając w Chórze Politechniki Wrocławskiej „Madrygaliści Wrocławscy” i właśnie z tym zespołem po raz pierwszy wyjechał na koncert za granicę, w 1978 razem z chórem wziął udział w Międzynarodowym Festiwalu Muzyki Polifonicznej w Arezzo (Włochy), gdzie "Madrygaliści" w gronie 24 chórów z całej Europy, zajęli 4, premiowane, miejsce w konkursie. Z „Madrygalistami” wziął udział w wielu festiwalach muzyki chóralnej, w sesjach nagraniowych dla Polskiego Radia oraz razem z chórem zaśpiewał wiele koncertów w kraju.

## Piosenka studencka
Również w 1977 roku założył na Akademii Wychowania Fizycznego we Wrocławiu zespół poezji śpiewanej "Ponad nami", gdzie był kompozytorem wszystkich utworów. Autorem tekstów dla tego zespołu był, również student AWF Wrocław, Witold Palusiński. W skład zespołu wchodzili studenci AWF: Janusz Cedro (gitara, wokal), Jerzy Mucha (gitara i wokal), Krzysztof Skorupski (instrumenty perkusyjne, wokal), Tadeusz Hołowiński (instrumenty perkusyjne i wokal) oraz Marek Borkowski (gitara basowa). Zespół brał udział w wielu festiwalach m.in., Festiwalu Piosenki Turystycznej „Włóczęga „Zielona Góra, Festiwalu Piosenki Turystycznej „Sabatar” i został laureatem I miejsca na Festiwalu Piosenki Studenckiej „Kaktus„ na SGPiS w Warszawie w 1980 roku. Zespół był również laureatem eliminacji we Wrocławiu do Festiwalu Piosenki Studenckiej, które wygrał, dzięki czemu wystąpił w Finale Festiwalu Piosenki Studenckiej w Krakowie w 1981 roku. ”Ponad nami” przestało istnieć z chwilą ukończenia AWF przez członków zespołu, tj. w 1981 roku.
Repertuar zespołu "Ponad nami" (muzyka: Janusz Cedro, słowa: Witold Palusiński):
1. Otwórzmy ludziom swoje myśli
2. A ja ustaję
3. Ballada świąteczna
4. Missisipi
5. Ballada Tramwajarzy
6. Pędzę do nikąd
7. Kołysanka
8. Zegarek
9. Świat pędzi
10. Dom
11. Deszczowy blues
12. Dla Lizy
13. Dzisiaj w nocy
14. Miasto nocą
15. Zabawa w śnieżki…
16. Jaki budujesz dom Ojczyzno
17. W pewnym bardzo małym mieście
18. Telegram
19. Ile jeszcze razy urodzić się zdołasz
20. Kolory
21. Grajek deszcz

## Gospel & Negro Spirituals
W 1978 roku z inicjatywy Rektora AWF Wrocław prof.Juliana Jonkisza powstał na uczelni zespół Spirituals Singers Band wykonujący na wysokim, profesjonalnym poziomie muzykę murzynów amerykańskich spiritual i gospel. Z czasem repertuar został poszerzony o standardy jazzowe i zaaranżowane na jazzowo polskie kolędy. W pierwszym składzie pojawił się również Janusz Cedro, który był wokalistą, frontmanem i managerem oraz dzięki biegłej znajomości języka angielskiego tłumaczył wszystkie teksty i uczył członków zespołu prawidłowej intonacji co przy wykonywanym repertuarze (muzyka negro spirituals) wkład ten jest uważany za istotny i zaważył m.in. na późniejszych sukcesach zespołu w kraju i za granicą.
W latach 1978–1994 Janusz Cedro prowadził zespół jako menedżer, był wokalistą, konferansjerem i tłumaczem, zaś za granicą prowadził koncerty w języku angielskim. Razem z zespołem zagrał i poprowadził około 2500 koncertów w kraju i za granicą.
Spirituals Singers Band zadebiutował w listopadzie 1978 r. na Festiwalu Poezji i Piosenki Poetyckiej we Wrocławiu. Zespół uczestniczył we wszystkich ważniejszych festiwalach jazzowych w kraju, m.in. w Studenckim Festiwalu Jazzowym „Jazz nad Odrą” we Wrocławiu w latach 1979–1993, Studenckim Festiwalu Fama w Świnoujściu (1982), Konkursie Jazzu Tradycyjnego „Złota Tarka” w Warszawie w 1980, 1981 (nagroda J. Balceraka), 1982 (nagroda wydziału kultury miasta stołecznego Warszawy), 1983 (wyróżnienie) i w 1984 r., Międzynarodowym Spotkaniu Wokalistów Jazzowych w Zamościu w latach 1983–1984 i Międzynarodowym Festiwalu Jazzowym „Jazz Jamboree” w Warszawie w 1988 r. zespół wystąpił także na Festiwalu Chórów Akademickich we Wrocławiu i Warszawie w 1983 r., Festiwalu Muzyki Negro Spirituals w Częstochowie i Wratislavia Cantans w 1986 i 1991 r., Festiwalu Artystów Chrześcijan w Katowicach w latach 1990–1991, oraz na „Sopot Festiwal” w Operze Leśnej  w 1990 r. Inne ważne festiwale, w których udział brał zespół Spirituals Singers Band to: I Międzynarodowy Festiwal Muzyki Gospel w Poniewieżu (Litwa, 1989 rok), Festiwal International de Choral w Nancy (Francja, 1988), Festiwal Unsere Zeit w Berlinie (Niemcy, 1992), Nancy Jazz Pulsation w Nancy (Francja, 1989) oraz Festiwal Standardów Jazzowych w Bredzie (Holandia, 1991).
Należy wspomnieć również o licznych zagranicznych tournée, m.in.: w Niemczech, Włoszech, byłej ZSRR (Litwa), Czechosłowacji, Holandii, Litwie i Francji. Od 1989 roku zespół związał się z agencją koncertową Palast Promotion z Wiesbaden (Niemcy) i właśnie dzięki współpracy z tą agencją zespół zagrał w latach 1989–1994 około 200 koncertów na terenie Niemiec. Również dzięki współpracy z Palast Promotion zespół nagrał w 1989 roku płytę live zawierającą nagranie koncertu w Wiesbaden: „Fare You Well”. Zespół został laureatem nagrody Polskiej Agencji Artystycznej „Pagart” im. Wacława Kisielewskiego za najlepszy debiut zagraniczny w 1990 r.
W latach 1992 oraz 1993 zespół grał jako support przed topowym amerykańskim zespołem w kategorii „spirituals and gospel”, biorąc udział w ich trasie koncertowej. Ważne koncerty w ramach tej trasy to: Sala Kongresowa w Warszawie i Teatr Polski we Wrocławiu.
Momentem najważniejszym w karierze „Spirituals Singers Band” było nominowanie i przyznanie zespołowi przez miesięcznik „Jazz Forum" w 1992 roku I miejsca w kategorii „najlepszy zespół jazzowy w Polsce".
Dla Janusza Cedro praca ze „Spirituelsami”, jak potocznie nazywany był zespół, zaowocowała również licznymi występami w programach telewizyjnych dla TVP1, TVP2 i TVP3 Wrocław.
W 1994 roku Janusz Cedro odszedł od zespołu i rozpoczął solową karierę artystyczną.

## Projekty solowe
W latach 1994–2000 kontynuował karierę artystyczną w ramach dwóch projektów. Pierwszym z nich był „Janusz Cedro – Live in Concert”, czyli duet ze znanym wrocławskim pianistą jazzowym Markiem Markowskim. Duet ten dał wiele koncertów w kraju w klubach i na festiwalach m.in. Festiwalu Jazzu Tradycyjnego „Złota Tarka” w Iławie w 1997, Festiwalu Muzyki Gospel „Camp Meeting„ w Osieku (w latach: 1997 i 1998). Zrealizował również dwa programy telewizyjne: „Janusz Cedro Live in Concert" dla TVP Wrocław, i „Kolędy, kolędy" dla TV Katowice.
Drugim przedsięwzięciem realizowanym równolegle z projektem Live in Concert, był projekt „Janusz Cedro and THE BAND” – muzykowi towarzyszył w koncertach kwartet w składzie: Marek Markowski (pianino), Tomek Grabowy (gitara basowa), Darek Kaliszuk (perkusja) i Adam Went (saksofon). W tym składzie zespół wziął udział m.in., w Festiwalach: Festiwal Muzyki Gospel „Camp Meeting„ w Osieku w 1998, Festiwal „Gaude Fest" (w 1997 roku w Spodku Katowickim i w 1998 roku w amfiteatrze w Wiśle).
Należy tu wspomnieć o występach Janusza Cedro z muzyką w stylu negro spirituals and gospel w Stanach Zjednoczonych, gdzie sukcesem artystycznym okazał się jego koncert w 1995 roku z pianistką jazzową Susan Grey na festiwalu „Jazz in the park” w Charlotte (USA).
W listopadzie 2000 zagrał pożegnalny koncert wokalny „Janusz Cedro and The Band” w słynnym wrocławskim Klubie Jazzowym „Rura".

## Reżyser i producent muzyczny
Od 2000 roku Janusz Cedro działa na rynku muzycznym jako producent zaś przy specjalnych wydarzeniach podejmuje się realizacji imprezy już nie tylko jako producent, ale również jako autor scenariusza i reżyser. W latach 2000–2013 zrealizował jako producent ponad 400 różnych wydarzeń w kraju i za granicą.
Lista przedstawia niektóre wydarzenia których realizacji podjął się Janusz Cedro:
- Dyrektor artystyczny „Sacrosong Festiwal 1997”.
- Dyrektor artystyczny imprezy „Zaduszki Jazzowe” we Wrocławiu w Teatrze Współczesnym (1992 oraz 1993).
- Dyrektor artystyczny, reżyser i konferansjer „Wielkiego Balu Wiedeńskiego” odbywającego się w Sali Muzycznej Uniwersytetu Wrocławskiego Oratorium Marianum od 2002 roku.
- Dyrektor artystyczny, reżyser i konferansjer imprezy „Festyn Sami Swoi” w Dobrzykowicach w latach 2009–2013.

Organizator i współorganizator m.in.:
- Trasa koncertowa Paco de Lucia and Septet- 8 miast w Polsce, około 35 000 widzów.
- 50-lecie Akademii Medycznej we Wrocławiu (Hala Ludowa, 7 000 widzów).
- Rockstok w dniu 20.VI.2000 we Wrocławiu (ok. 15 000 widzów).
- Juwenalia 1997, 1999 oraz 2000.
- Wuefalia 1999 oraz 2000 (Pola Marsowe, Wrocław; odpowiednio 15000 oraz 35000 widzów).

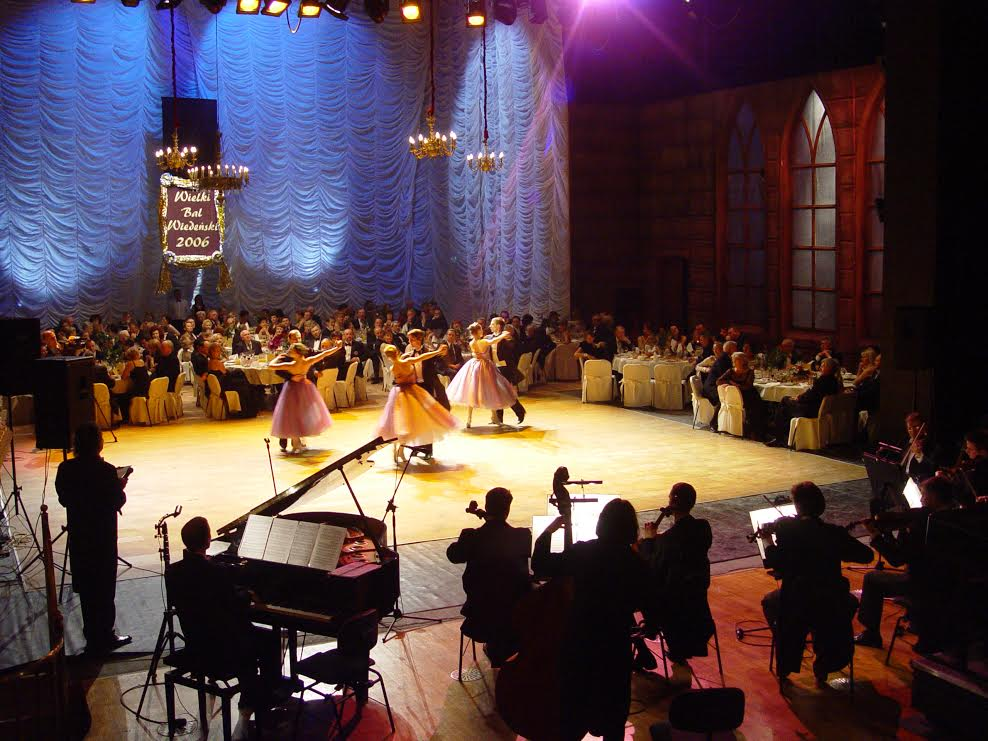
XII Wielki Bal Wiedeński we Wrocławiu. Reżyserem, producentem i konferansjerem balu jest nieprzerwanie od 2002 Janusz Cedro.

- Republika Studencka- gwiazda wieczoru: Golec uOrkiestra (Wrocław; 7700 widzów).
- Święto Narodowe Austrii (Pałac w Kraskowie; 20.X.2000).
- Creamfields 2007 oraz 2008 (Lotnisko Mirosławice oraz Lotnisko Raków pod Wrocławiem).
- Wielka Orkiestra Świątecznej Pomocy – koncerty chórów wrocławskich w latach 2002-2004 (Ratusz Miejski, Wrocław).
- Współpraca przy organizacji koncertu Andreasa Vollenveidera w 1997 roku (Wrocław).
- Koncerty towarzyszące Wratislavia Cantans w 1995 roku.
- Bal Sylwestrowy w Operze Wrocławskiej w 2006 roku.
- Spektakl "Antygona w Nowym Jorku" w 2009 roku (plener, Jelcz Laskowice).
- Dni Austrii we Wrocławiu 17-21.V.2010

Dyskografia ze Spirituals Singers Band:
1. Spirituals Singers Band (1984), LP Polskie Nagrania XL 69300489
2. Fare you Well – Live (1989), LP, MCS Weltklang prod. Sat. No. 84500189
3. Kolędy z różnych stron świata (1991), MCS Jedność 029
4. Spiritual Singers Band – Live, KOCH CD 338512 MCS 338514

## Janusz Cedro - Solo
W połowie 2016, po 15-to letniej przerwie, Janusz Cedro powrócił na scenę z nowym projektem JANUSZ CEDRO - SOLO (wokal plus gitara akustyczna) i recitalem pt. „Najpiękniejsze Piosenki Świata, czyli polskie przeboje muzyki rozrywkowej lat 60-tych i 70-tych". Na program recitalu składają się utwory muzyczne takich zespołów i wykonawców jak: Czerwone Gitary, Piotr Szczepanik, Dwa plus jeden, Niebiesko-Czarni, Sława Przybylska , Czesław Niemen, Tadeusz Woźniak, Maryla Rodowicz, Michaj Burano, Karin Stanek, Maciej Kossowski, Andrzej i Eliza, czy Skaldowie i innych.

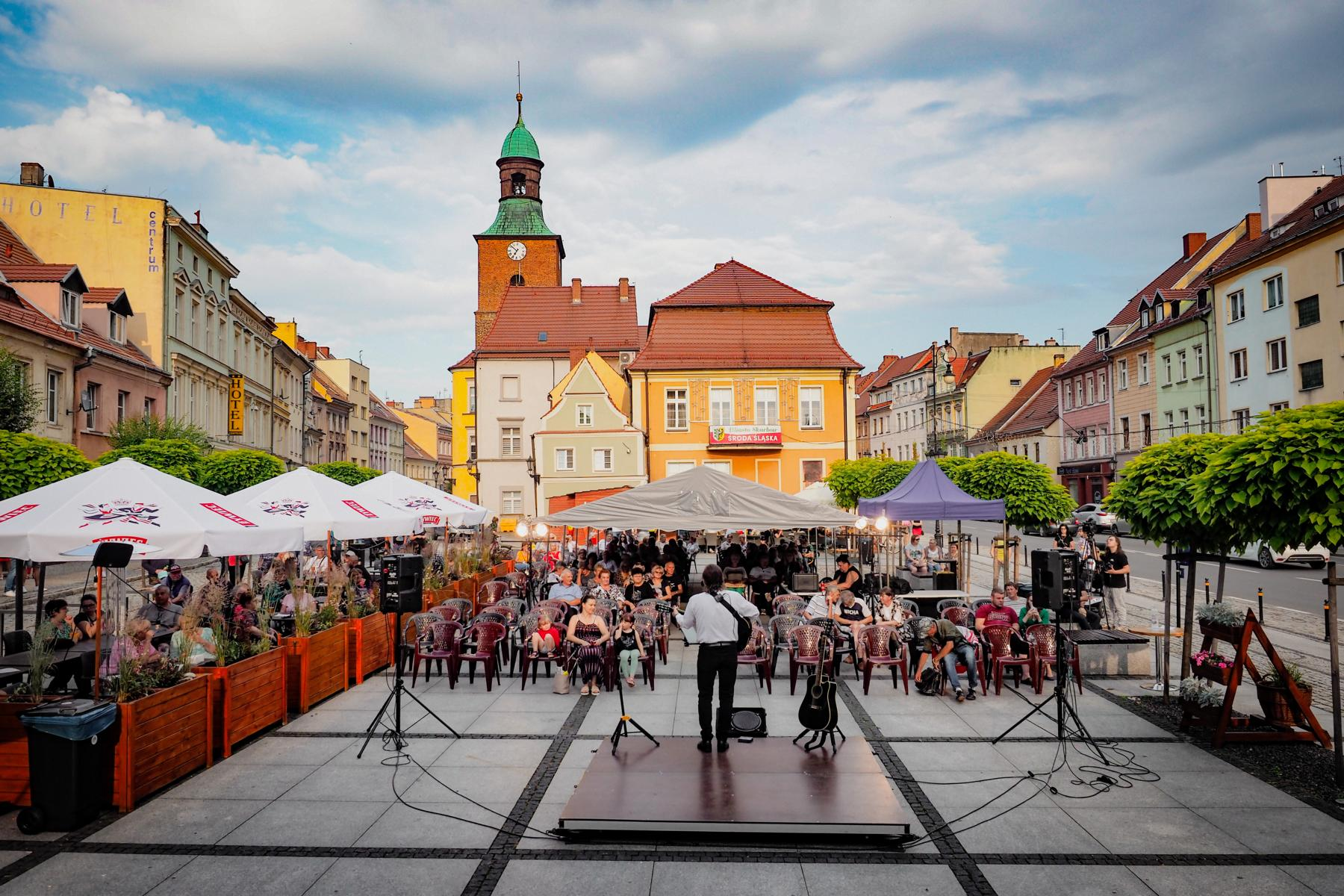
Koncert Janusza Cedro w Środzie Śląskiej 26.06.2021

Aranżacje utworów są bliskie oryginalnym wykonaniom, a podstawowym założeniem jest wspólne śpiewanie z publicznością. Recital prezentowany był w całej Polsce, ale najczęściej w miastach i małych miejscowościach Dolnego Śląska, którego uznaje za swoją "Małą Ojczyznę". Koncerty odbywały się w miejscach takich, jak rynki miast i małych miejscowości, centra i domy kultury oraz podczas imprez masowych, np. festynów lub dni miast.
Koncerty w ramach recitalu odbyły się m.in. w:  Kątach Wrocławskich, Sycowie, Strzelinie, Siechnicach, Kamieńcu Wrocławskim, Dusznikach Zdroju, Długołęce, Jeszkowicach, Polanicy Zdroju, Zieleńcu, Smolcu, Szczawnie Zdroju, Środzie Śląskiej, Niemczy, Strzegomiu, Wołowie, Kłodzku, Lubinie, Brzegu Dolnym, Dzierżoniowie, Gryfowie Śląskim i w wielu innych. 
W wywiadach z tego okresu, Janusz Cedro wyjaśnił, że koncerty z recitalem pt. „Najpiękniejsze Piosenki Świata, czyli polskie przeboje muzyki rozrywkowej lat 60-tych i 70-tych" mają za zadanie rozśpiewać publiczność, ale też ocalić te piosenki od zapomnienia. Według słów artysty, koncerty zawsze są gorąco przyjmowane przez zgromadzoną publiczność .

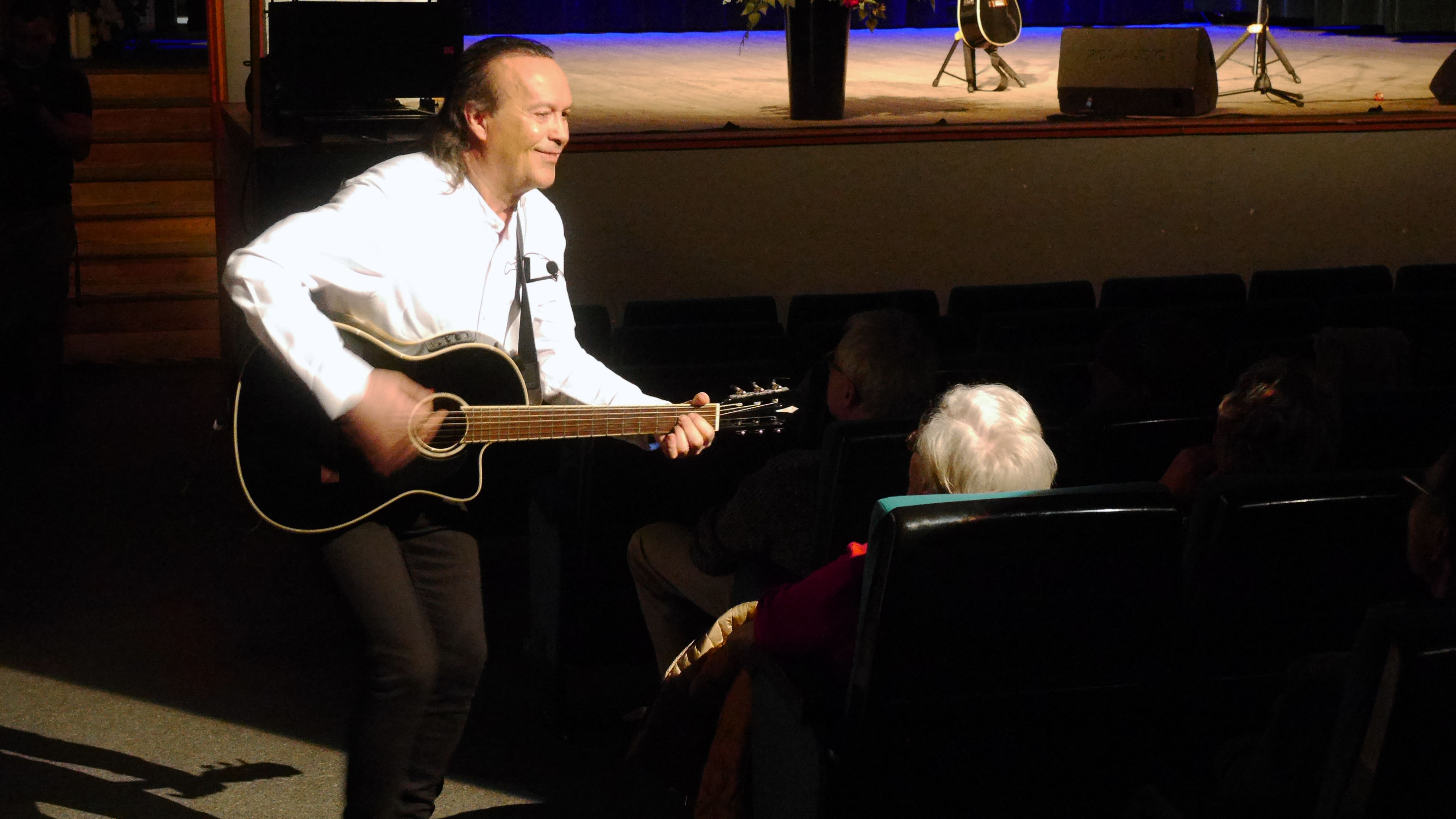
Koncert Janusza Cedro w Dolnobrzeskim Ośrodku Kultury. 01.05.2022

Patronat Medialny nad Projektem Janusz Cedro Solo sprawują m.in. Gazeta Wyborcza, Telewizja ECHO24, Telewizja Sudecka, Telewizja DTV24, Telewizja VTV 1 oraz Portale Internetowe: My Wrocławianie, Niesamowity Dolny Śląsk, Doba.pl.

## Janusz Cedro & Jan Młynarczyk
Projekt Janusz Cedro i Jan Młynarczyk powstał w 2019 roku, w wyniku fascynacji muzyką amerykańską, m.in. gospel & negro spirituals. Obaj muzycy, którzy wiele razy występowali na tej samej scenie, przy okazji koncertów swoich formacji (Janusz Cedro- Spirituals Singers Band i Janusz Cedro & The Band, zaś Jan Młynarczyk jako leader zespołu "SAMI SWOI"), postanowili połączyć siły- wynikiem tego był recital “Pieśni Gospel- Korzenie Jazzu”.
Na ten recital składają się uznane standardy jazzowe, takie jak m.in.: “Amazing Grace”, “When the Saints Go Marching In”, "Down by the riverside", “Gospel Train”, “Nobody knows the trouble I’ve seen”, czy “Joshua fit the battle of Jerycho”. Część z tych utworów ma polskie tłumaczenie i są wykonywane w języku polskim.
Projekt Janusz Cedro & Jan Młynarczyk ma na swoim koncie koncerty we Wrocławiu i na Dolnym Śląsku oraz sesję nagraniową w Uniq Studio Sound, gdzie 03.08.2020 roku zarejestrowali wybrane utwory ze swojego recitalu.

## Janusz Cedro  & Friends
W kolejnych latach, Janusz Cedro rozpoczął dwa nowe projekty muzyczne. Pierwszy z nich, powstały w 2020 roku, to Janusz Cedro & Zdzisław Babiarski, który wykonuje recital autorski "Uwierz mi" (muzyka: Janusz Cedro, słowa: Janusz Cedro i Michał Kozłowski). Do tego projektu zaproszony został znany pianista jazzowy, Zdzisław Babiarski, który na koncertach w ramach recitalu gra
na melodyce.

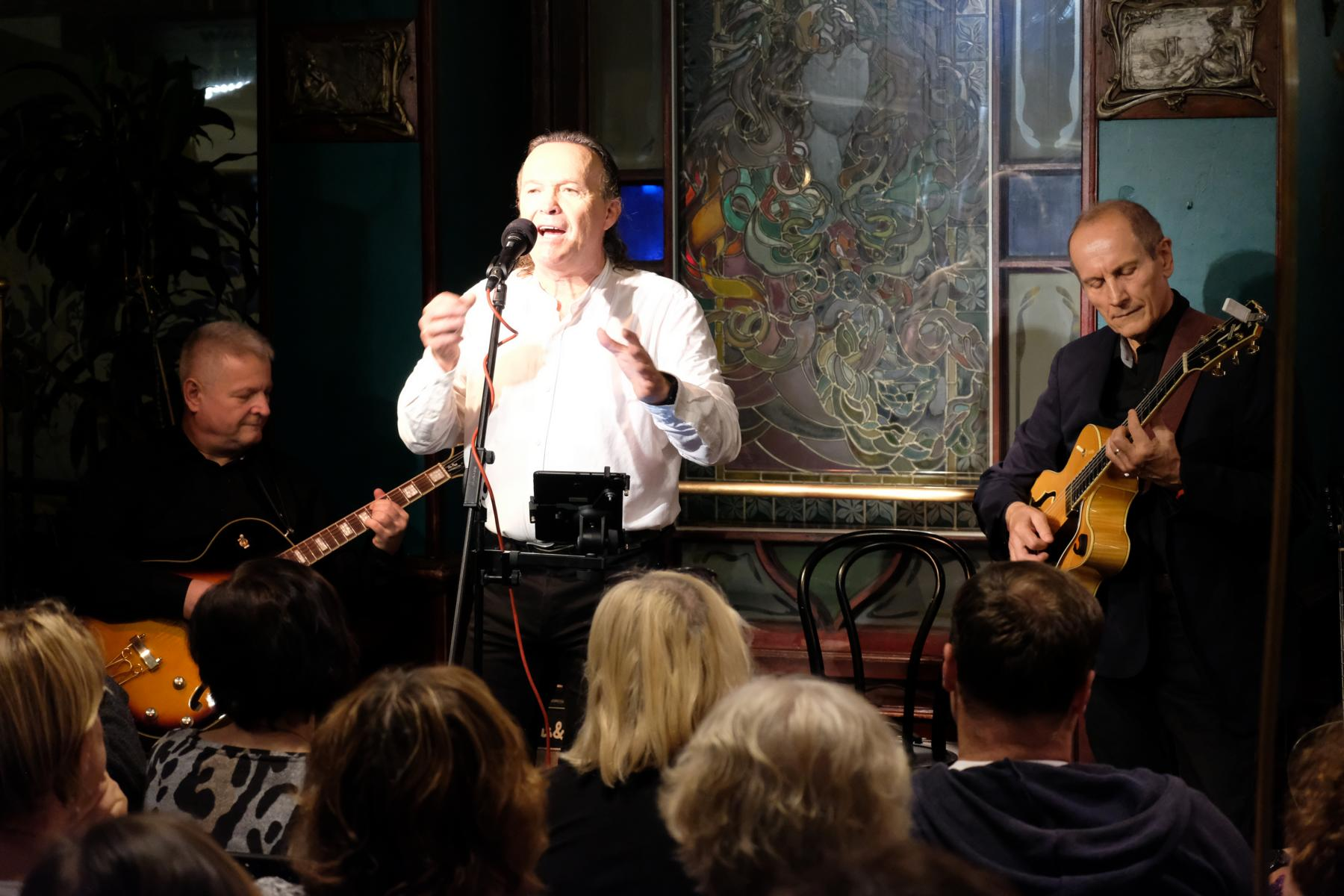
Janusz Cedro & Friends- "Jazz Standards", 26.09.2022

W 2022 roku powstał drugi projekt, Janusz Cedro & Friends, oraz recital "Jazz Standards". W tym projekcie Janusz Cedro jest wokalistą, a na gitarach gra Janusz Konefał oraz Marek Waszczyński- znani wrocławscy muzycy jazzowi.
Premiera recitalu "Jazz Standards" odbyła się 26.09.2022 we Wrocławiu, w legendarnej "Kawiarni pod Kalamburem", w ramach również premierowego koncertu "4 x JANUSZ CEDRO", na którym, podczas jednego wieczoru, zaprezentowane zostały również pozostałe projekty artysty.

## Życie prywatne
Od 1995 roku żonaty (żona Dorota). Dzieci (czterech synów): Dominik, Marceli i Maksymilian oraz syn z pierwszego małżeństwa Adam.